# Sphecodes nomioidis
Sphecodes nomioidis är en biart som beskrevs av Pesenko 1979. Sphecodes nomioidis ingår i släktet blodbin, och familjen vägbin. Inga underarter finns listade i Catalogue of Life.